# 費蘭·托雷斯
費蘭·托雷斯·加西亞（西班牙語：Ferran Torres García，2000年2月29日—）是一名西班牙足球員，司職右翼鋒。現效力於西甲俱樂部巴塞隆拿，代表西班牙國家足球隊參加國際比賽。

## 球會生涯

### 瓦倫西亞
2019年11月23日，托雷斯在瓦倫西亞對上皇家贝蒂斯的比賽，達成他在西甲的第50次出場，成為隊史紀錄年齡最小的瓦倫西亞選手，他在19歲324天時參加了50場聯賽，打破了米格爾·滕迪略40年前的紀錄（19歲351天）。
在托雷斯轉會曼城不久後，隊友弗兰西斯·科克林转会费650万欧元、隊長丹尼尔·帕雷霍0欧元離開瓦倫西亞，轉會至比利亞雷阿爾。

### 曼城
2020年8月4日，英超俱樂部曼徹斯特城證實了它與托雷斯簽署了五年合約，直到2025年。8月28日，托雷斯繼承了曼城和西班牙國家隊前輩大衛·席爾瓦的21號球衣號碼。

2020年9月21日，托雷斯在球隊以3-1擊敗狼隊的客場比賽中首次亮相。9月30日，托雷斯在聯賽盃球隊對上班來的客場比賽中踢進了在俱樂部的第一個進球。
2021年5月14日，托雷斯在對陣紐卡索聯的比賽大放異彩，連進3球並且使出蝎子摆尾，也達成了他在英超的第一個帽子戲法，助球隊以4比3勝出。

### 巴塞羅那
2021年12月28日，曼城確認托雷斯已經離開俱樂部，完成了對巴塞羅那的永久轉會，他簽訂了一份到2027年的5年合同，買斷條款為10億歐元。托雷斯繼承了曼城前輩塞爾希奧·阿奎羅的19號球衣號碼。
2022年1月20日，在西班牙國王盃16強賽時，托雷斯在2-3負于畢爾巴鄂競技的比賽中打進了他在巴塞羅那的首個進球。

## 國家隊生涯
2019年9月6日，費蘭代表西班牙21歲以下國家足球隊在2021年歐洲U-21足球錦標賽預選賽做了他的首次亮相，在客場1-0戰勝哈薩克。

2020年8月，費蘭首次入選西班牙國家隊大名單，9月在2020–21年歐洲國家聯賽A對陣德國的比賽中，費蘭·托雷斯首發登場完成西班牙國家隊首秀。
2020年9月6日，費蘭在2020–21年歐洲國家聯賽A對陣烏克蘭的比賽第74分鐘替補登場，並在第84分鐘取得進球，幫助西班牙以4-0獲勝。
2020年11月17日，托雷斯在西班牙隊以6-0擊敗德國的比賽贏得了他的第一個國際帽子戲法。
2021年6月23日，費蘭在2020年歐洲國家盃分組賽5-0大勝斯洛伐克的比賽中踢進一球，幫助球隊以小組排名第二晉級十六強賽，這也是他在國際重大賽事首球。
2022年11月23日，費蘭在對陣哥斯達黎加的2022年國際足總世界盃中踢進在世界盃的首球並梅開二度。

## 生涯統計

### 國家隊進球
最後更新：2022年11月23日
| No. | 日期       | 比賽場地                                    | 對手       | 比分 | 賽果         | 賽事                     |
| --- | ---------- | ------------------------------------------- | ---------- | ---- | ------------ | ------------------------ |
| 1   | 2020.09.06 | 西班牙, 馬德里, 迪斯蒂法諾球場              | 乌克兰     | 4–0  | 4–0          | 2020–21年歐洲國家聯賽A   |
| 2   | 2020.11.17 | 西班牙, 塞维利亚, 塞維利亞奧林匹克體育場    | 德国       | 2–0  | 6–0          | 2020–21年歐洲國家聯賽A   |
| 3   | 2020.11.17 | 西班牙, 塞维利亚, 塞維利亞奧林匹克體育場    | 德国       | 4–0  | 6–0          | 2020–21年歐洲國家聯賽A   |
| 4   | 2020.11.17 | 西班牙, 塞维利亚, 塞維利亞奧林匹克體育場    | 德国       | 5–0  | 6–0          | 2020–21年歐洲國家聯賽A   |
| 5   | 2021.03.28 | 喬治亞, 第比利斯, 鲍里斯·派恰泽迪纳摩体育场 |            | 1-1  | 2-1          | 2022年世界盃外圍賽       |
| 6   | 2021.03.31 | 西班牙, 塞维利亚, 塞維利亞奧林匹克體育場    | 科索沃     | 2-0  | 3-1          | 2022年世界盃外圍賽       |
| 7   | 2021.06.23 | 西班牙, 塞维利亚, 塞維利亞奧林匹克體育場    | 斯洛伐克   | 4-0  | 5-0          | 2020年歐洲國家盃         |
| 8   | 2021.06.28 | 丹麥, 哥本哈根, 公園球場                    |            | 3-1  | 5-3 (延長賽) | 2020年歐洲國家盃         |
| 9   | 2021.09.05 | 西班牙, 巴達霍斯, 新比韋羅球場              |            | 3-0  | 4-0          | 2022年世界盃外圍賽       |
| 10  | 2021.09.08 | 科索沃, 普里斯提納, 法蒂爾·沃柯里球場       | 科索沃     | 2-0  | 2-0          | 2022年世界盃外圍賽       |
| 11  | 2021.10.06 | 義大利, 羅馬, 聖西路球場                    | 義大利     | 1–0  | 2–1          | 2021年歐洲國家聯賽決賽周 |
| 12  | 2021.10.06 | 義大利, 羅馬, 聖西路球場                    | 義大利     | 2–0  | 2–1          | 2021年歐洲國家聯賽決賽周 |
| 13  | 2022.03.26 | 西班牙, 巴塞羅那, RCDE球场                  | 阿尔巴尼亚 | 1-0  | 2-1          | 友誼賽                   |
| 14  | 2022.11.23 | 卡達, 多哈, 图玛玛体育场                    |            | 3–0  | 7–0          | 2022年國際足協世界盃     |
| 15  | 2022.11.23 | 卡達, 多哈, 图玛玛体育场                    | 4–0        |      | 7–0          | 2022年國際足協世界盃     |

## 榮譽

### 球會
巴伦西亚
- 西班牙國王盃冠軍：2018–19賽季

 曼城
- 英格蘭足球聯賽盃冠軍：2020-21賽季
- 英格蘭超級聯賽冠軍：2020-21賽季[17]

 巴塞隆納
- 西班牙超级杯冠軍 : 2022-23[18]
- 西甲冠軍 : 2022-23[19]、2024–25[20]
- 西班牙國王盃冠軍：2024-25[21]

### 國家隊
西班牙U17
- U17歐洲國家盃冠軍：2017年

 西班牙U19
- U19歐洲國家盃冠軍：2019年

### 個人
- 西班牙國家隊最有價值球員：2021年[22]

## 外部連結
- Soccerway資料庫：費蘭·托雷斯
- 費蘭·托雷斯的Instagram帳戶